# Volley Offanengo
La Volley Offanengo è una società pallavolistica femminile italiana con sede a Offanengo: milita nel campionato di Serie A2.

## Storia
Il club Volley Offanengo 2011 nasce nel 2011 dalla fusione della Pallavolo Offanengo, già attiva nella cittadina cremasca dal 1982, con la Volley San Rocco.
Partecipa da subito al campionato regionale di Serie C e dopo due stagioni, vincendo la finale dei play-off con il Brembate di Sopra, ottiene la promozione in Serie B2, dove debutta nella stagione 2013-14: al termine dall'annata 2016-17 arriva quindi la promozione in Serie B1.
Rimane nella terza divisione del campionato italiano per cinque stagioni consecutive quando al termine della stagione 2021-22 viene promossa in Serie A2, superando la Capo d'Orso Palau nella finale dei play-off promozione.
Per l'annata 2022-23 cambia denominazione in Volley Offanengo e disputa il suo primo campionato professionista, in Serie A2, terminando la regular season al decimo posto ma ottenendo successivamente la permanenza nella categoria con il quinto posto nella pool salvezza.

## Rosa 2024-2025
| N° | Nome                 | Ruolo | Data di nascita  | Nazionalità sportiva |
| -- | -------------------- | ----- | ---------------- | -------------------- |
| 1  | Ulrike Bridi         | P     | 24 luglio 1998   | Italia               |
| 4  | Martina Martinelli   | O     | 27 luglio 1994   | Italia               |
| 6  | Chiara Salvatori     | C     | 7 marzo 2003     | Italia               |
| 7  | Giorgia Compagnin    | P     | 6 settembre 2005 | Italia               |
| 8  | Federica Favaretto   | O     | 26 dicembre 2002 | Italia               |
| 9  | Benedetta Campagnolo | C     | 13 giugno 2003   | Italia               |
| 12 | Agata Tellone        | L     | 4 gennaio 2002   | Italia               |
| 14 | Isidora Rodić        | S     | 27 gennaio 2001  | Serbia               |
| 15 | Giorgia Tommasini    | L     | 10 luglio 2006   | Italia               |
| 16 | Anna Caneva          | C     | 18 marzo 1992    | Italia               |
| 18 | Rachele Nardelli     | S     | 7 gennaio 2001   | Italia               |
| 25 | Francesca Pinetti    | S     | 1º maggio 2000   | Italia               |
| 26 | Elisa Bole           | S     | 6 ottobre 2003   | Italia               |